# Džungarski kanat
Džungarski kanat ili Zungarski kanat, bio je unutrašnje azijski kanat ojratskog mongolskog porekla. U najvećem obimu pokrivao je područje od južnog Sibira na severu do današnjeg Kirgistana na jugu i od Kineskog zida na istoku do današnjeg Kazahstana na zapadu. Jezgro Džungarskog kanata danas je deo severnog Sinkjanga, koji se takođe naziva Džungarija.
Oko 1620 zapadni Mongoli, poznati kao Ojrati, ujedinili su se u Džungariji. Godine 1678, Galdan je od Dalaj Lame dobio titulu Bošogtu kana, čineći Džungare vodećim plemenom među Ojratima. Džungarski vladari koristili su naslov huntajdži, što se može prevodi kao „prestolonaslednik”. Između 1680. i 1688. godine, Džungari su osvojili sliv Tarima, koji je danas južni Sinkjang, i pobedili Halha Mongole na istoku. Godine 1696, Galdana je porazila dinastija Ćing i izgubio je Spoljašnju Mongoliju. Džungari su 1717. osvojili Tibet, ali su ih godinu dana kasnije proterali Ćing kinezi. Godine 1755, Mandžurci su iskoristili Džungarski građanski rat da bi osvojili Džungariju i uništili Džungare kao narod. Uništavanje Džungara dovelo je do Ćing osvajanja Mongolije, Tibeta i stvaranja Sinkjanga kao političke administrativne jedinice.

## Etimologija
„Džungar” je složenica od mongolske reči jegün (züün), sa značenjem „levo” ili „istočno” i γar sa značenjem „ruka” "hand" ili „krilo”. Region Džungarije je dobio ime po ovoj konfederaciji. Iako su se Džungari nalazili zapadno od Istočnih Mongola, izvođenje njihovog imena pripisuje se činjenici da su predstavljali levo krilo Ojrata. Početkom 17. veka, poglavar konfederacije Ojrata bio je lider Hošuta, Guši kan. Kada je Guši kan odlučio da napadne Tibet da bi zamenio lokalnog Cangpa kana u korist tibetanske sekte Geluk, vojska Ojrata organizovana je u levo i desno krilo. Desno krilo koje su činili Hošuti i Torguti ostalo je na Tibetu, dok su se Horosu i Hojdi levog krila povukli na sever u sliv Tarima, od tada je moćno carstvo Horos postalo poznato kao Levo krilo, i.e. Zungar.

## Istorija

### Poreklo
Ojrati su poreklom iz oblasti Tuve tokom ranog 13. veka. Njihov vođa, Kuduka Beki, potčinio se Džingis-kanu 1208. godine i njegova kuća se pomešala sa sve četiri grane loze Džingisida. Tokom Toluidskog građanskog rata, Četiri Ojrata (Čoros, Torgut, Derbet i Hojd) su stali na stranu Arika Bokea i stoga nikada nisu prihvatili Kublajdsku vlast. Nakon propasti dinastije Juan, Ojrati su podržali Arik Bokid Jorigtu Kan Jesudera u preuzimanju prestola severnog Juana. Ojrati su držali vlast nad hanovima Severnog Juana sve do smrti Esena Tajšija 1455. godine, nakon čega su migrirali na zapad zbog agresije Kalka Mongola. Godine 1486, Ojrati su se upleli u spor o nasledstvu koji je Dajanu Kanu dao priliku da ih napadne. U drugoj polovini 16. veka, Ojrati su izgubili dodatne teritorije usled napada Tumeda.
Godine 1620, vođe Čoros i Torgut Ojrata, Karkul i Mergen Temen, napali su Ubasi Kong Tajidžija, prvog Altan Kana Kalka. Oni su bili poraženi i Karkul je izgubio ženu i decu od neprijatelja. Sveopšti rat između Ubasija i Ojrata trajao je do 1623. godine kada je Ubasi ubijen. Godine 1625, izbio je sukob između Košuta poglavice Čoukira i njegovog brata Bajbagasa oko pitanja nasleđa. Bajbagas je ubijen u borbi. Međutim, njegova mlađa braća Guši Kan i Kendelon Ubaši krenuli su u borbu i progonili Čoukura od reke Išim do reke Tobol, napavši i ubivši njegove plemenske sledbenike 1630. Borbe među Ojratima su dovele do toga da poglavica Torguta Ko Orluk migrira na zapad, dok nisu došli su u sukob sa Nogajskom hordom, koju su uništili. Torguti su osnovali Kalmički kanat, ali su i dalje ostali u kontaktu sa Ojratima na istoku. Svaki put kada bi se sazivala velika skupština, slali su predstavnike da prisustvuju.
Godine 1632, sektu žutih šešira Gelug u Ćinghaju je potisnuo Kalka Čogtu Kong Tajidži, te su pozvali Guši Kana da dođe i obračuna se s njim. Godine 1636, Guši je predvodio 10.000 Ojrata u invaziji na Ćinghaj koja je rezultirala porazom 30.000 jake neprijateljske vojske i smrću Čogtua. Zatim je ušao u Centralni Tibet, gde je od 5. Dalaj Lame dobio titulu Bstan-dzin Čoskij Rgial-po (Kralj Darme koji podržava religiju). Zatim je preuzeo titulu kana, prvog nedžingisidskog mongola koji je to učinio, i pozvao Ojrate da potpuno osvoje Tibet, stvarajući Košut kanat. Među umešanima bio je Harulov sin, Erdeni Batur, kome je dodeljena titula Kong Tajidži, oženio se kanovom ćerkom Amin Darom i poslat je nazad da uspostavi Dzungar kanat na gornjem delu reke Emil južno od planina Tarbagataj. Batur se vratio u Džungariju sa titulom Erdeni (koju je dao Dalaj Lama) i mnogo plena. Tokom svoje vladavine napravio je tri ekspedicije protiv Kazaha. Džungarski sukobi se pamte u kazahstanskoj baladi Elim-aj. Džungari su takođe krenuli u rat protiv Kirgiza, Tadžika i Uzbeka kada su upali duboko u Centralnu Aziju do Jasija (Turkestan) i Taškenta 1643. godine.

## Literatura
- Adle, Chahryar (2003), History of Civilizations of Central Asia 5
- Dunnell, Ruth W.; Elliott, Mark C.; Foret, Philippe; Millward, James A (2004). New Qing Imperial History: The Making of Inner Asian Empire at Qing Chengde. Routledge. ISBN 1134362226. Приступљено 10. 3. 2014.
- Elliott, Mark C. (2001). The Manchu Way: The Eight Banners and Ethnic Identity in Late Imperial China (illustrated, reprint изд.). Stanford University Press. ISBN 0804746842. Приступљено 10. 3. 2014.
- Kim, Kwangmin (2008). Saintly Brokers: Uyghur Muslims, Trade, and the Making of Qing Central Asia, 1696–1814. University of California, Berkeley. ProQuest. ISBN 1109101260. Приступљено 10. 3. 2014.
- Liu, Tao Tao; Faure, David (1996). Unity and Diversity: Local Cultures and Identities in China. Hong Kong University Press. ISBN 9622094023. Приступљено 10. 3. 2014.
- Millward, James A. (2007). Eurasian Crossroads: A History of Xinjiang (illustrated изд.). Columbia University Press. ISBN 0231139241. Приступљено 22. 4. 2014.
- Perdue, Peter C (2009). China Marches West: The Qing Conquest of Central Eurasia (reprint изд.). Harvard University Press. ISBN 0674042026. Приступљено 22. 4. 2014.
- Perdue, Peter C (2005). China Marches West: The Qing Conquest of Central Eurasia (illustrated изд.). Harvard University Press. ISBN 067401684X. Приступљено 22. 4. 2014.
- Starr, S. Frederick, ур. (2004). Xinjiang: China's Muslim Borderland (illustrated изд.). M.E. Sharpe. ISBN 0765613182. Приступљено 10. 3. 2014.
- Theobald, Ulrich (2013). War Finance and Logistics in Late Imperial China: A Study of the Second Jinchuan Campaign (1771–1776). BRILL. ISBN 9004255672. Приступљено 22. 4. 2014.
- Tyler, Christian (2004). Wild West China: The Taming of Xinjiang (illustrated, reprint изд.). Rutgers University Press. ISBN 0813535336. Приступљено 10. 3. 2014.
- Zhao, Gang (januar 2006). „Reinventing China Imperial Qing Ideology and the Rise of Modern Chinese National Identity in the Early Twentieth Century” (PDF). Modern China. Sage Publications. 32 (Number 1): 3. JSTOR 20062627. doi:10.1177/0097700405282349. Архивирано из оригинала 25. 3. 2014. г. Приступљено 17. 4. 2014.
- Хойт С.К. Последние данные по локализации и численности ойрат Архивирано на веб-сајту  (14. март 2012) // Проблемы этногенеза и этнической культуры тюрко-монгольских народов. Вып. 2. Элиста: Изд-во КГУ, 2008. стр. 136–157.
- Хойт С.К. Этническая история ойратских групп. Элиста, 2015. 199 с.
- Хойт С.К. Данные фольклора для изучения путей этногенеза ойратских групп // Международная научная конференция «Сетевое востоковедение: образование, наука, культура», 7–10 декабря 2017 г.: материалы. Элиста: Изд-во Калм. ун-та, 2017. с. 286–289.ž
- Bregel, Yuri (2003), An Historical Atlas of Central Asia, Brill
- Christian, David (2018), A History of Russia, Central Asia and Mongolia 2, Wiley Blackwell
- Grousset, Rene (1970), Empire of the Steppes
- Sinor, Denis (1990), The Cambridge History of Early Inner Asia, Volume 1, Cambridge University Press
- Twitchett, Denis (1998), The Cambridge History of China Volume 7 The Ming Dynasty, 1368—1644, Part I, Cambridge University Press
- Bellér-Hann, Ildikó, ур. (2007). Situating the Uyghurs Between China and Central Asia (illustrated изд.). Ashgate Publishing, Ltd. ISBN 978-0754670414. ISSN 1759-5290. Приступљено 10. 3. 2014.
- Dani, Ahmad Hasan; Masson, Vadim Mikhaĭlovich, ур. (2003). History of Civilizations of Central Asia: Development in contrast : from the sixteenth to the mid-nineteenth century. Multiple history series. 5 of History of Civilizations of Central Asia (illustrated изд.). UNESCO. ISBN 9231038761. Приступљено 22. 4. 2014.
- Kim, Kwangmin (2008). Saintly Brokers: Uyghur Muslims, Trade, and the Making of Qing Central Asia, 1696--1814. University of California, Berkeley. ISBN 978-1109101263. Архивирано из оригинала 04. 12. 2016. г. Приступљено 10. 3. 2014.
- Millward, James A. (2007). Eurasian Crossroads: A History of Xinjiang (illustrated изд.). Columbia University Press. ISBN 978-0231139243. Приступљено 10. 3. 2014.
- Newby, L. J. (1998). „The Begs of Xinjiang: Between Two Worlds”. Bulletin of the School of Oriental and African Studies, University of London. Cambridge University Press on behalf of School of Oriental and African Studies. 61 (2): 278—297. JSTOR 3107653. doi:10.1017/s0041977x00013811.
- Starr, S. Frederick, ур. (2004). Xinjiang: China's Muslim Borderland (illustrated изд.). M.E. Sharpe. ISBN 0765613182. Приступљено 10. 3. 2014.